# Institut d'Investigació i Innovació Parc Taulí
L'Institut d'Investigació i Innovació Parc Taulí (I3PT) és un centre de recerca de Catalunya, que des del 2021 forma part dels Centres de Recerca de Catalunya, més coneguts pel seu acrònim CERCA, després de ser reconegut com a tal pel seu Patronat.
L'I3PT, constituït l'any 2015, és el resultat de la integració de l'excel·lència en el coneixement i la capacitat innovadora i de millora dels grups de recerca biomèdica, integrats en les línies de recerca i pertanyents a les entitats constituents de l'Institut: el Consorci Corporació Sanitària Parc Taulí, la Fundació Parc Taulí, l'UDIAT Centre de Diagnòstic, el Sabadell Gent Gran Centre de Serveis i la Universitat Autònoma de Barcelona (UAB). Aquestes entitats tenen una llarga trajectòria d'estreta col·laboració tant en matèria d'investigació i innovació, amb la interrelació de grups d’investigació i la posada en comú de nombroses idees i projectes. L'objectiu principal d'aquesta fusió fou el de donar un nou impuls a l'activitat de recerca en aquest camp a Catalunya, i també el de sumar-se al mapa d'instituts d'investigació sanitària d'àmbit estatal acreditats pel prestigiós Institut de Salut Carlos III i també als Centres de Recerca de Catalunya (CERCA), intentant posar més en valor el coneixement de les entitats i donar un nou impuls a la trajectòria de treball en comú, especialment a la investigació translacional, la finalitat de la qual busca aconseguir que els descobriments de la investigació i la innovació repercuteixin en benefici dels pacients.
L'I3PT té set àrees de recerca: Càncer; Malalties infeccioses, sida i sèpsia; Epidemiologia, millora assistencial i cronicitat; Dispositius mèdics, TIC i imatge; Neurociències i salut mental i Inflamació, immunologia i metabolisme; i la de malalties minoritàries. Des de les diferents àrees es mantenen col·laboracions amb 93 entitats nacionals i 50 internacionals, i es participa en les principals xarxes i grups d'R+D+I de país.
La gestió dels projectes d’investigació i d'innovació portats a terme des de l'I3PT són responsabilitat de la Fundació Parc Taulí, mitjançant la seva oficina tècnica i estructura de gestió de la investigació i innovació. La Fundació Parc Taulí actua, també, com a oficina de transferència de resultats de la investigació i la innovació. L'I3PT compta, per desenvolupar les seves activitats, amb més de 2.000 metres quadrats de diferents àrees del Parc Taulí, en les quals es porten a terme tasques d'investigació i innovació. Des de juny de 2024 el seu director és Salvador Ventura.